# Арахнология
Арахнологията (от гръцки: αραχνη – „паяк“; и λόγος – „знание“) е биологична наука, изучаваща Паякообразните.
Думата „арахнида“ произхожда от гръцки: от името на смелата и непокорна тъкачка Арахна, която, уверена в своите умения се осмелила да премери сили не с кого да е, а със самата Атина Палада. Разгневената богиня не могла да понесе неуважението и презрението към боговете на простосмъртната тъкачка. Тя била превърната в паяк, чийто потомци висят на своята мрежа и непрестанно я тъкат. Дори и тези, които не плетат красиви ловни мрежи, не извървяват и крачка без контролната нишка, влачена по земята, защото тя е нишката на живота им. Учените нарекли с името на Арахна целия клас Паякообразни – Арахнида (Arachnida).